# Королевская Гибернианская академия
Королевская Гибернианская академия (англ. Royal Hibernian Academy (RHA)) — художественная академия и картинная галерея в Ирландии, основанная в 1823 году. Находится в Дублине, по адресу: 15 Ely Pl., Dublin 2, Ireland..

## История
Королевская Гибернианская академия была создана после подачи петиции британскому правительству 30 ирландскими художниками, 5 августа 1823 года. Носила официальное название «Королевская Гибернианская академия живописи, скульптуры и архитектуры» и являлась первым ирландским национальным училищем в области искусств. Первым её избранным президентом стал художник-пейзажист Уильям Эшфорд. В 1824 году его сменил на этом посту архитектор Френсис Джонсон. При нём академия разместилась в здании на Лоуэр-Эбби-стрит (Академия-хаус). Первая художественная выставка в его стенах прошла в мае 1825 года, и с тех пор проводится в Академии ежегодно. Выставленные на экспозициях работы художников избирались при помощи жребия, в том числе произведения таких мастеров, как Уильям Тёрнер, Дэниель Маклис, Фредерик У.Бёртон, Дэвид Уилки и др. К концу XIX столетия Академия становится ведущим учреждением в Ирландии по художественному просвещению в стране и поддержке изобразительного искусства.
В 1916 году Академия-хаус был уничтожен пожаром. Приблизительно с середины ХХ столетия художественная политика Академии постепенно приобретает реакционный характер, она всё более включается в борьбу с современными тенденциями в изобразительном искусстве. Как вызов ей в 1943 году в Ирландии создаётся общество «Ирландские выставки Живого искусства» (Irish Exhibition of Living Art), проводившее собственные экспозиции. Позднее, при участии одного из основателей общества «живого искусства»
Луиса де Брокви, бывшего в то же время членом почётного совета Академии, удалось прийти к примирению обеих течений в современной ирландской культурной жизни.
В 1970 году для Академии строится новое здание в Дублине, на площади Эли (Ely Place). В 2007—2009 годах здесь проводится реконструкция, и Академия остаётся на этот период закрытой для посещений. В настоящее время Академия располагает в этом помещении шестью галереями, в них проводятся ежегодные выставки ирландского искусства, в том числе и ретроспективные, выдающихся мастеров прошлого. В музейных фондах хранится обширная коллекция произведений ирландской живописи и скульптуры.
Бюджет Академии в настоящее время пополняется за счёт Художественного совета Ирландии (Arts Council of Ireland), доходов от ежегодной ярмарки и благотворительной помощи и пожертвований от меценатов и любителей искусства.

## Выставки
Кроме традиционных ежегодных выстaвок с 2001 года в стенах Академии проводятся так называемые FUTURES — по три тематические серии ежегодно. Дополнительно также каждая «серия» проводит Антологию из избранных работ своих мастеров.